# Condado de Morgan (Colorado)
O Condado de Morgan é um dos 64 condados do Estado americano do Colorado. A sede do condado é Fort Morgan, e sua maior cidade é Fort Morgan. O condado possui uma área de 3 351 km² (dos quais 22 km² estão cobertos por água), uma população de 27 171 habitantes, e uma densidade populacional de 8 hab/km² (segundo o censo nacional de 2000). O condado foi fundado em 1889.